# الكدمه العليا (فرع العدين)

تعديل مصدري - تعديل

الكدمه العليا محلة تابعة لقرية الاشعاب، التابعة لعزلة العاقبة بمديرية فرع العدين إحدى مديريات محافظة إب في الجمهورية اليمنية، بلغ تعداد سكانها 364 حسب تعداد اليمن لعام 2004.